# Xã Collier, Quận Allegheny, Pennsylvania
Xã Collier (tiếng Anh: Collier Township) là một xã thuộc quận Allegheny, tiểu bang Pennsylvania, Hoa Kỳ. Năm 2010, dân số của xã này là 7.080 người.